# 우메슈

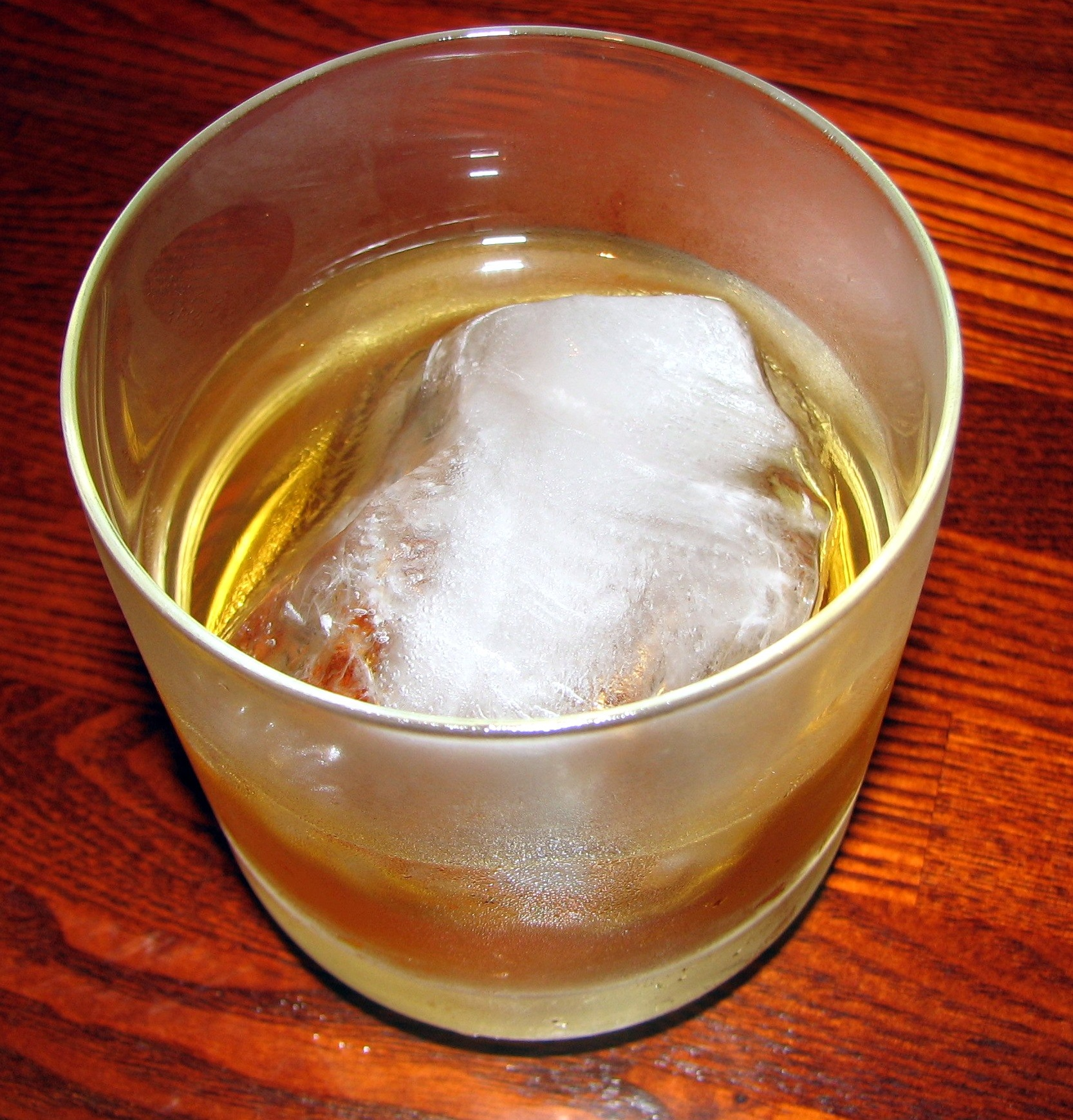

우메슈(梅酒)는 매실(아직 덜 익고 녹색인 상태)을 술(焼酎, 쇼추 (술))과 설탕에 담가서 만든 일본 리큐어이다. 달콤하고 신맛이 나며 알코올 도수는 10~15%이다. 매실주의 유명 브랜드로는 초야, 다카라슈조, 마츠유키 등이 있다. 매실을 통째로 병에 담아 다양한 품종을 구입할 수 있으며, 집에서 직접 매실주를 만드는 사람도 있다.
일식 레스토랑에서는 다양한 종류의 매실주를 제공하고 칵테일도 만든다. 우메슈 온 더 록스(우메슈 로쿠), 우메슈 사워(우메슈 사와), 우메슈 토닉(토닉 워터 포함), 우메슈 소다(탄산수 포함)가 인기가 있다. 때로는 녹차(오차와리)나 따뜻한 물(오유와리)과 섞어서 마시기도 한다. 우메슈는 다양한 온도로 제공될 수 있다. 차갑게 또는 얼음으로, 실온으로, 심지어 겨울에는 뜨겁게 제공될 수 있다.
우메슈는 실제 자두 열매로 만들 수도 있고, 첨가적인 향료와 향수를 사용하여 자두의 맛을 모방할 수도 있다. 무첨가 매실만으로 만든 우메슈는 혼카쿠 우메슈로 표시되며 일반적으로 매실, 설탕, 알코올로만 만들어진다.

## 같이 보기
- 매실주